# Maccabi Bnei Reineh
El Maccabi Bnei Reineh (en árabe: مكابي ابناء الرينة‎, en hebreo: מכבי בני ריינה‎) es un equipo de Fútbol de Israel que juega en la Liga Premier de Israel, la primera división nacional.

## Historia
Fue fundado en el año 2005 en la ciudad de Reineh como equipo aficionado en sus primeros años.
En 2016, el club fue refundado por un empresario local llamado Saeed Basul, y al final de la temporada 2016-17, el equipo terminó en primer lugar en la Liga Gimel Jezreel y ascendió a la Liga Bet, la cuarta división del fútbol israelí.
Una decisión en el tribunal de la Federación Israelí le dio una plaza en la Liga Alef en 2020 por la Pandemia de Covid-19.
En 2022, fue campeón de la Ligat Leumit y consigue el ascenso a la Liga Premier de Israel por primera vez en su historia.

## Palmarés
- Liga Leumit (1): 2021-22